# Nils Vigeland
Nils Vigeland (Buffalo (New York), 1950) is een Amerikaanse pianist, componist en muziekpedagoog.

## Biografie
Vigeland debuteerde in 1969 met het Buffalo Philharmonic Orchestra onder leiding van Lukas Foss. Hij studeerde tot 1972 compositie bij Foss aan het Harvard College, daarna piano bij Yvar Mikhashoff en compositie bij Morton Feldman aan de State University of New York in Buffalo. Acht jaar lang regisseerde hij het Bowery Ensemble, waarmee hij meer dan dertig werken van hedendaagse componisten als John Cage, Jo Kondo, Pauline Oliveros en Dane Rudhyar in première bracht in jaarlijkse concertseries bij Cooper Union. Met de percussionist Jan Williams en de fluitist Eberhard Blum nam hij composities van Feldman op, die deze aan het ensemble had opgedragen. Vigeland won de Rose Price in 1989 met het orkestwerk My Father's Song (première door het Brooklyn Philharmonic Orchestra). In 1992 componeerde hij in opdracht van de English National Opera de kameropera False Love True Love (gebaseerd op motieven uit Charlotte Brontë's Jane Eyre), die in première ging in het Almeida Theatre in Londen. Sinds 1984 doceert Vigeland compositie en muziektheorie aan de Manhattan School of Music. In 2010 was hij composer in residence op het muziekfestival Contemporay Past, waar de wereldpremière van zijn werk Summer Harbor met Circle Dance plaatsvond.
- Bibliothèque nationale de France: cb14016488q (data)
- Gemeinsame Normdatei: 1048006808
- International Standard Name Identifier: 0000 0000 0106 9975
- Library of Congress Control Number: nr91038774
- MusicBrainz: 68aed411-eb02-46ef-ab09-b82dc02cdba2
- Nederlandse Thesaurus van Auteursnamen: 108061477
- Virtual International Authority File: 54344918
- WorldCat: E39PBJbxDCKkj9jvjVd7TJtR8C